# Intel 80486DX2

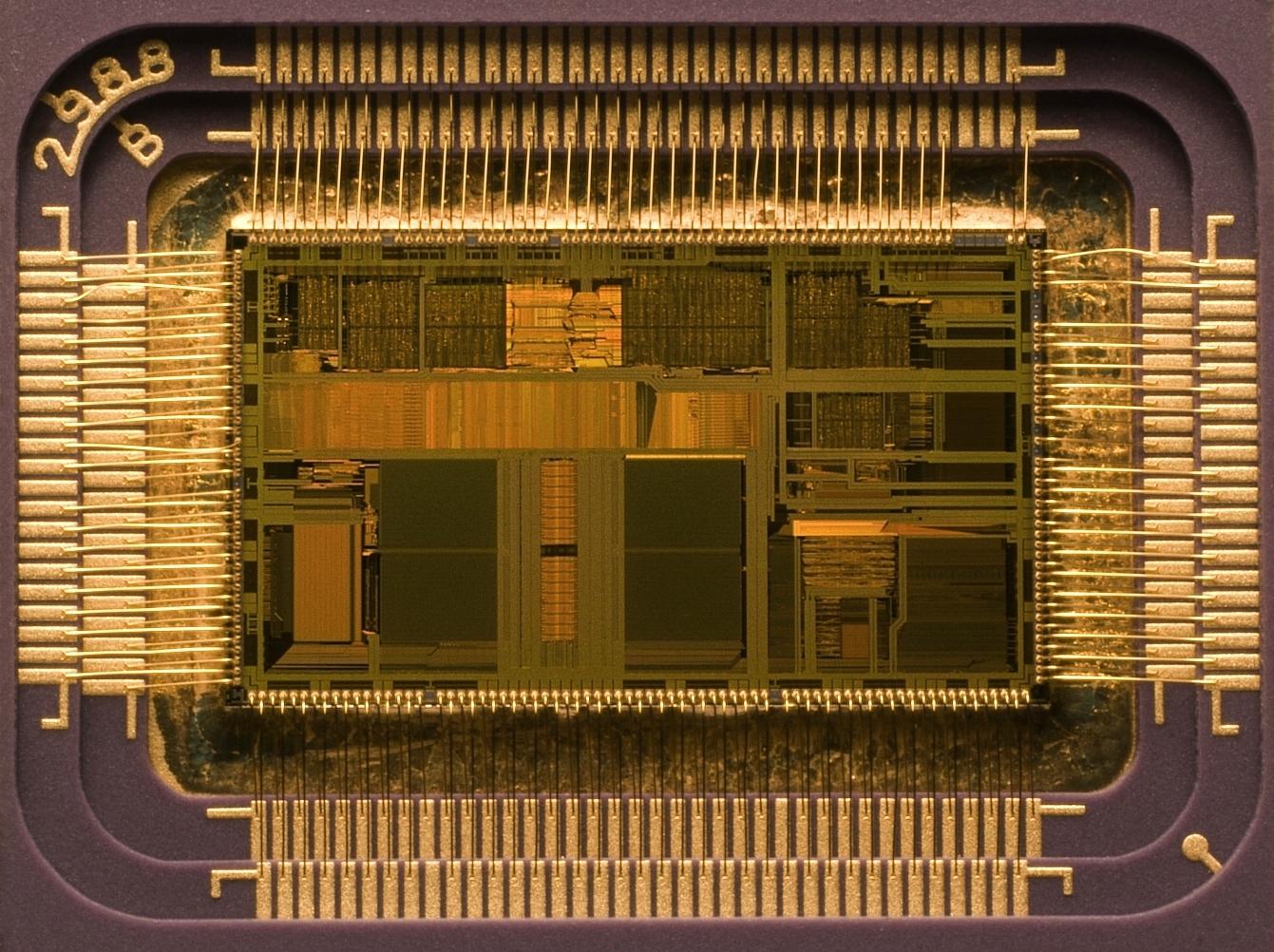
i486DX2 processzormag

Az Intel i486DX2, a híresztelések szerint 80486DX2 (később IntelDX2-re keresztelt csip) egy 1992-ben bemutatott Intel gyártmányú CPU. Az i486DX2 szinte teljesen azonos volt az i486DX processzorral, csak egy kiegészítő órajelszorzó áramkörrel rendelkezett. Ez volt az első órajelduplázót használó integrált áramkör, amelyben a processzor két logikai órajelciklust végez a külső sín egy órajelciklusa alatt. Egy i486 DX2 jelentősen gyorsabb egy i486 DX processzornál, egyforma sín-sávszélességen is, ez a 8 KiB méretű csipre épített gyorsítótárnak köszönhető, ami elfedi a lassabb órajelű külső sínt.
Az 1990-es években, az MS-DOS játékkorszak vége felé, a videójátékok kedvelői között nagy népszerűségnek örvendett az i486DX2-66 processzor. 8–16 MiB RAM-mal és egy VLB videokártyával fölszerelve, a processzor képes volt minden, a kibocsátása után több évvel megjelent játékot is futtatni, és ez a tény a CPU jó teljesítményét és hosszú élettartamát jellemzi. A 3D grafika megjelenése a játékokban előrevetítette a 486-osok uralmának végét, a lebegőpontos számítások egyre erőteljesebb használata, a gyorsabb processzor-gyorsítótárak és a nagyobb memória-sávszélesség (hozzáférési, elérési sebesség) igénye miatt. A fejlesztők kezdtek a Pentium P5 processzorcsaládra koncentrálni, szinte kizárólag processzor-specifikus x86 assembly nyelvű optimalizációs fogásokat alkalmazva, ezért megjelentek a használatban az olyan fogalmak, mint pl. a Pentium kompatibilis processzor kifejezés a szoftverek futtatásának követelményei között. Egy i486DX2-50 változat is kapható volt, de ennél a sín sebessége csak 25 MHz volt 33 MHz helyett, ezért nem volt annyira népszerű.
A DX2-nek két fő verziója volt, a P24 és a P24D jelű, az utóbbinak volt egy gyorsabb, visszaíró (write-back) L1 gyorsítótár üzemmódja, ami javította a teljesítményt. Az eredeti P24 verzió csak egy lassabb write-through, átíró gyorsítótár-üzemmódot kínált. Mind az AMD, mind a Cyrix gyártott az Intel i486DX2-vel versenyző processzorokat.

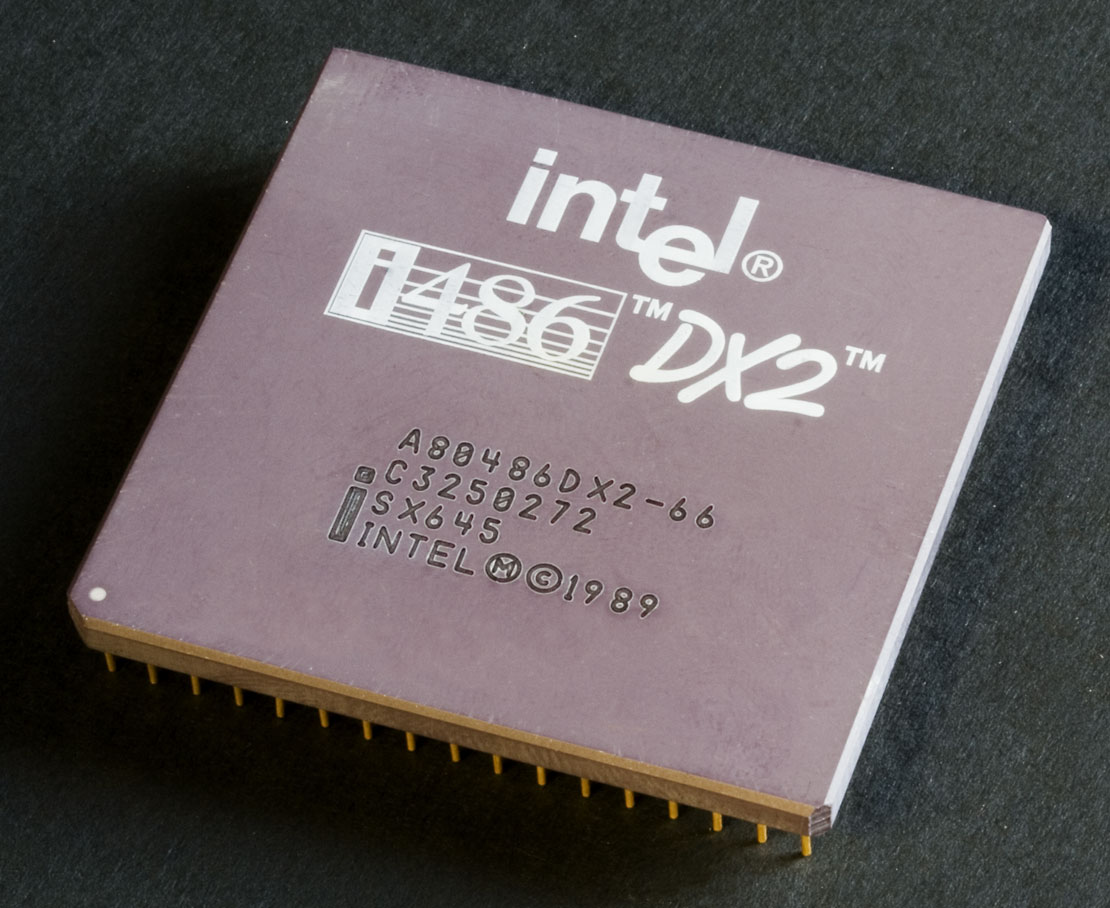
Intel i486DX2-66 mikroprocesszor, felülnézet
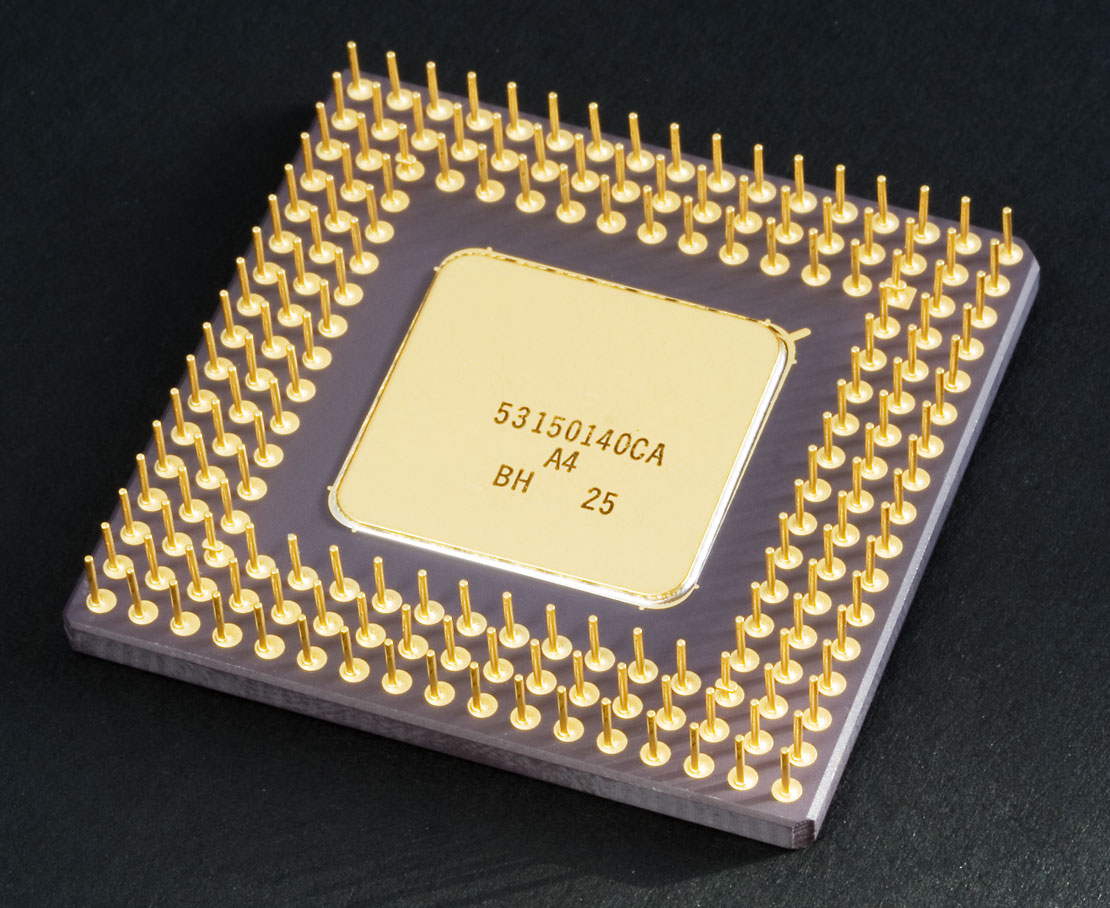
Alulnézet – jól láthatók az aranyozott csatlakozótűk
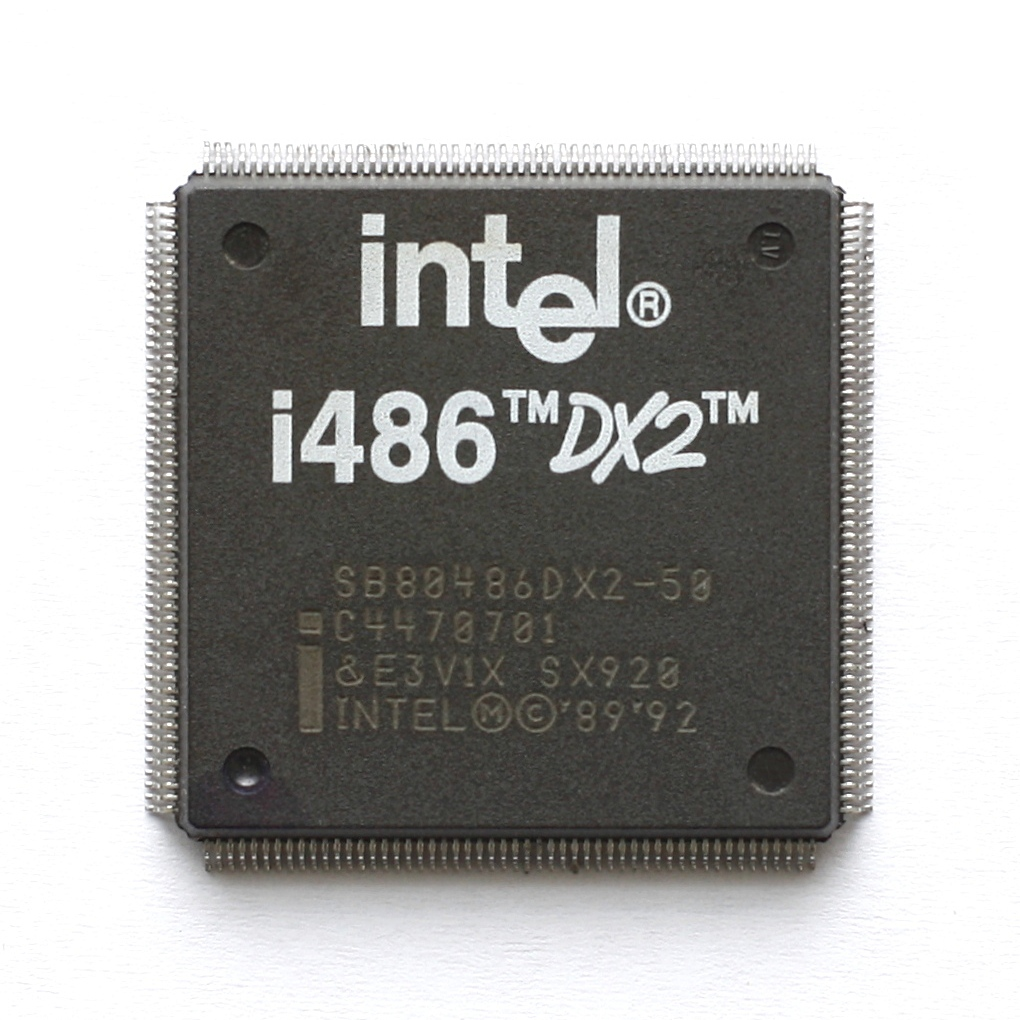
Egy beágyazott i486DX2 (SL enhanced, SQFP verzió)

## Fordítás
- Ez a szócikk részben vagy egészben  az   Intel 80486DX2 című angol Wikipédia-szócikk ezen változatának fordításán alapul.  Az eredeti cikk szerkesztőit annak laptörténete sorolja fel. Ez a jelzés csupán a megfogalmazás eredetét és a szerzői jogokat jelzi, nem szolgál a cikkben szereplő információk forrásmegjelöléseként.